# 烏納斯金字塔
烏納斯金字塔（英語：Pyramid of Unas）是位於埃及塞加拉的一座金字塔，為埃及第五王朝法老烏納斯的陵墓，在埃及古王國時期完成的皇家金字塔中是最小的一座，目前仍然保留著金字塔堤道，也是埃及保存最完好的建築堤道。
約翰·謝·帕林與卡爾·理察·累普濟烏斯曾先後到金字塔考察，而法國考古學家加斯頓·馬伯樂則於1881年首次進入金字塔內部的墓室。他在墓室的牆壁上發現刻有文字，這些連同在附近其他金字塔的文字即現時的金字塔文（Pyramid Texts）。馬伯樂在墓室裏還找到一具有頭骨、右臂和脛骨的木乃伊，但是否屬於烏納斯則無法得知。
在主金字塔的東北部附近為葬有國王妃嬪的馬斯塔巴。

## 挖掘
它是由約翰·謝·帕林與卡爾·理察·累普濟烏斯調查，但是埃及學家加斯頓·馬伯樂卻是在1881年第一個進入這金字塔中的人。在那裡他發現覆蓋了墓室的牆壁的文字。接二連三的在這附近的金字塔當中陸續了也發現了該文字並將它稱為金字塔文本。在他的墳墓的牆壁上刻有一些魔法，旨在幫助法老的旅程通過Duat（埃及神話中所提的冥界）以及來世，而烏納斯法老也是第一個創造這樣概念的法老。爾後這概念被其他法老認為是如此成功，它很快演變成中世紀的棺材文本，然後寫進了死亡之書，從新王國時期直到托勒密時期結束時出現了新的文本為止。

## 金字塔
在埋葬室中發現了一具木乃伊的遺骸，包括了頭骨，右臂和脛骨，但是這些是否屬於烏納斯是不確定的。從主要的金字塔直到東北邊都有許多石室坟墓裡面埋葬了許多法老的陪葬物。
金字塔在塞加拉（Saqqara）的左塞爾（Djoser）。堤道長約750米，不尋常的形狀是因為它跟隨一個河道,。材料取自Djoser的複合物，Djoser用於堵塞乾河中的間隙。堤道的屋頂覆蓋了一個封閉的隧道，除了一個長的“槽”，照亮的牆壁，用明亮的油漆浮雕裝飾。
普遍認為，在烏納斯陵墓的金字塔文字的銘文中，還有一些猶太方言的一些線條，用埃及文字寫成，包括書面猶太人語言的最早證據。